# Línea de Sines

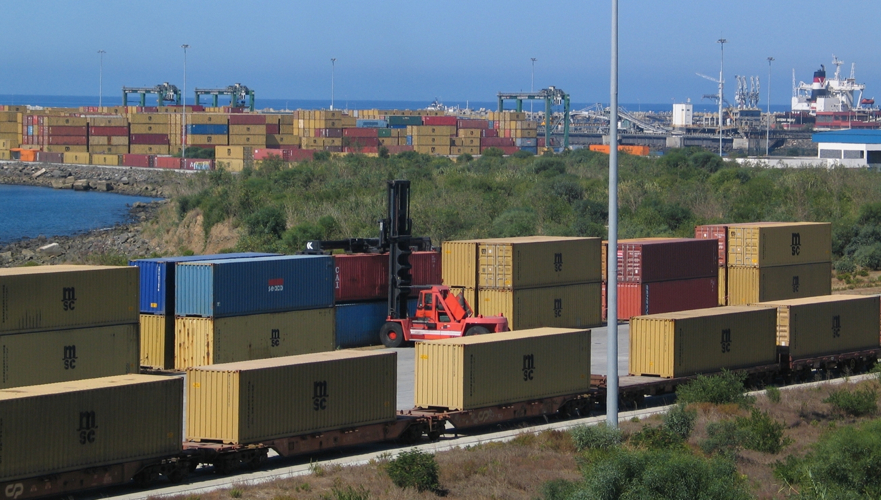
Vagones porta-contenedores en el Puerto de Sines.

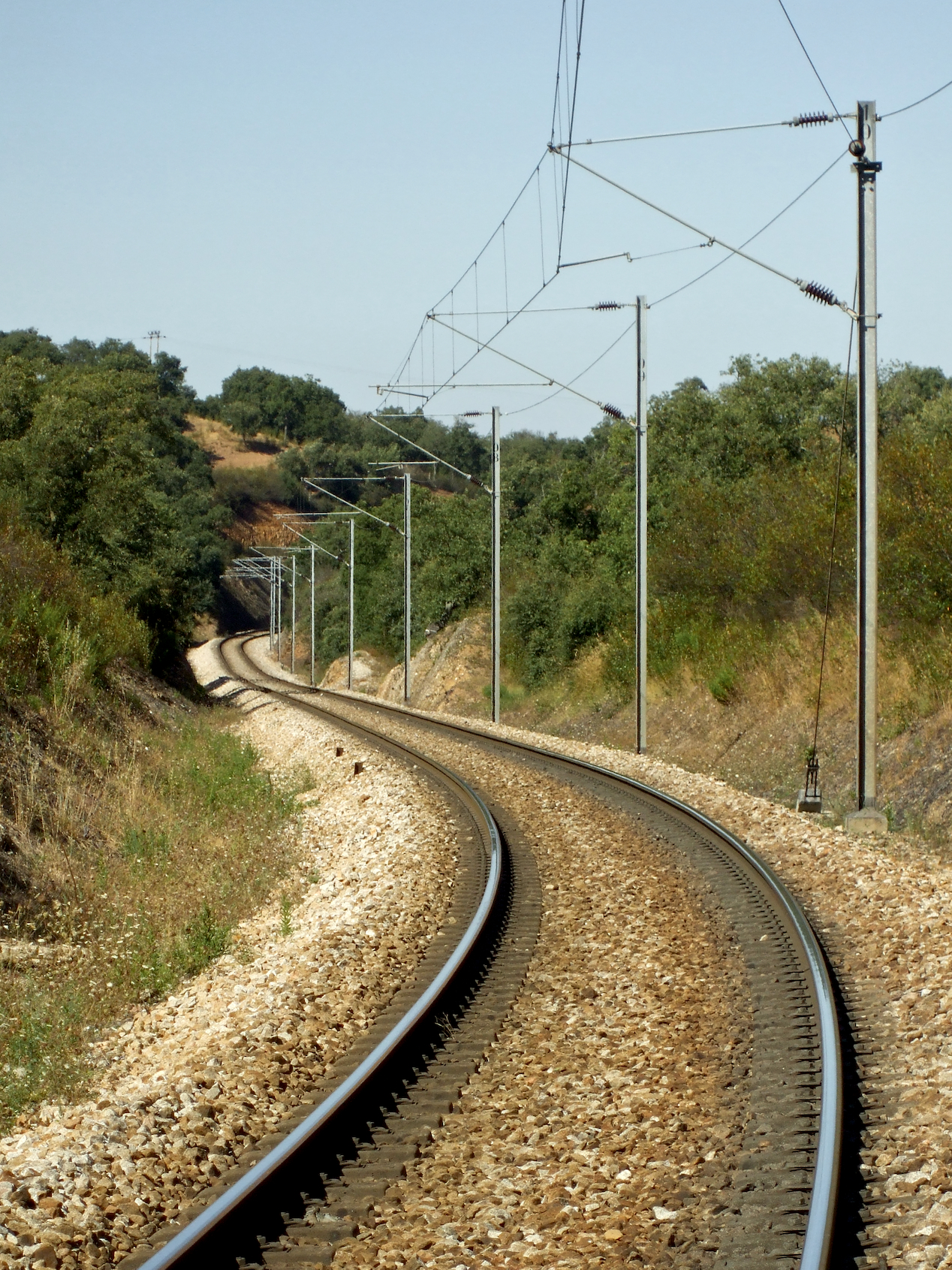
Aspecto de la línea junto al extinto apeadero de Cumiados (PK 158).

La Línea de Sines, originalmente conocida como Transversal de Sines y Ramal de Sines (no confundir con otro ferrocarril con este nombre), es una conexión ferroviaria situada en la costa suroeste de Portugal. Une el Puerto de Sines con la Línea del Sur (en la estación de Ermidas-Sado), en un total de poco más de cincuenta kilómetros; antes del cierre del Ramal de Sines hacía conexiones de pasajeros entre Sines y el resto de la red.

## Historia

### Antecedentes
Desde mediados del siglo XIX se trataba de unir el Alentejo a Lisboa, con el fin de apoyar una alternativa en las deficientes carreteras en esta región, con el fin de facilitar el transporte de mercancías, especialmente cereales, a la capital; dos empresas fueron encargadas de instalar este ferrocarril, habiéndose encargado la Compañía Nacional de los Ferrocarriles al Sur del Tajo de construir el tramo entre la Margen Sur del Tajo y Vendas Novas, y la Compañía de los Ferrocarriles del Sudeste debía continuar la línea hasta Évora y Beja. La línea llegó, así, a Beja el 15 de mayo de 1864, pero el hecho de que las dos empresas utilizasen anchos de vía diferentes obligó a la realización de transbordos de mercancías y pasajeros en Vendas Novas, por lo que, en el mismo año, el Estado portugués contrató a la Compañía del Sudeste para uniformizar los anchos y, entre otras empresas, continuar la línea de Beja hasta el Algarve. No obstante, varios problemas financieros impidieron a la Compañía ejecutar las diversas empresas acordadas, por lo que el Estado se hizo con el control de las líneas y abrió varios concursos, que no tuvieron concurrentes; así, en 1883, el propio estado fue autorizado a continuar las obras, con una ley del 14 de julio de 1899 formando los Ferrocarriles del Estado, un órgano gubernamental para construir y gestionar las líneas de la red ferroviaria al Sur del Río Tajo.
Desde 1877, no obstante, el ingeniero y político Sousa Brandão defendía la continuación de la línea de Setúbal hasta el Algarve, porque afirmaba que este ferrocarril iba a proporcionar viajes más rápidos entre Lisboa y el Algarve que el del Ferrocarril del Sur, que, debido al hecho de transitar por Beja, era demasiado extenso; el trazado de esta nueva línea habría de comenzar en Pinhal Novo o en Poceirão, y terminaría en Lagos, pasando por Santiago do Cacém y por Alcácer do Sal o Montalvo.
La inauguración oficial de la Línea del Sado, entre Pinhal Novo y Funcheira, tuvo lugar el 1 de junio de 1925, después de la instalación del puente definitivo sobre el Río Sado, en Alcácer do Sal.

### Planificación, construcción e inauguración
El plan para la conexión ferroviaria hasta Sines fue insertado en el Plan General de la Red Ferroviaria al Sur del Tajo, documento oficial, publicado en 1902, que regulaba la planificación ferroviaria en aquella zona; su construcción estaba justificada por el hecho de que esta localidad era un centro industrial, con un importante puerto marítimo.
Según una ley publicada el 1 de julio del año siguiente, el punto de enlace con la Línea del Sado debía ser en Alvalade, porque este punto era uno de los lugares donde sería obligatorio el paso de aquel ferrocarril; una ley del 27 de octubre de 1909 autorizó la construcción de la Línea de Sines, después de que la Línea del Sado hubiese sido concluida, siendo la financiación de esta empresa garantizada por la ley n.º 731, publicada el 5 de julio de 1917, y por el decreto n.º 4811, del 30 de agosto del año siguiente, que autorizaban al director general de los Transportes Terrestres a contraer préstamos para, entre otros planes, continuar las obras en el Ramal de Sines.
El decreto 18190, datado el 28 de marzo de 1930, estableció que la Línea de Sines debería ser el primer tramo de un ferrocarril transversal, que uniría Sines a Beja. La construcción se inició el 6 de diciembre de 1919, siendo inaugurado el primer tramo, entre Ermidas-Sado y São Bartolomeu da Serra, el 9 de abril de 1927; el segundo tramo, entre esta estación y el kilómetro 156,4, entró en servicio el 1 de julio de 1929, y el tramo hasta Santiago do Cacém abrió el 20 de junio de 1934. La línea entre esta estación y Sines fue abierta a la explotación el 14 de septiembre de 1936.